# Епплтон (Міннесота)
Епплтон (англ. Appleton) — місто (англ. city) в США, в окрузі Свіфт штату Міннесота. Населення — 1392 особи (2020).

## Географія
Епплтон розташований за координатами 45°11′59″ пн. ш. 96°1′24″ зх. д. / 45.19972° пн. ш. 96.02333° зх. д. (45.199732, -96.023315).  За даними Бюро перепису населення США в 2010 році місто мало площу 5,29 км², з яких 5,11 км² — суходіл та 0,17 км² — водойми.

## Демографія
Згідно з переписом 2010 року, у місті мешкало 1412 осіб у 677 домогосподарствах у складі 342 родин. Густота населення становила 267 осіб/км².  Було 851 помешкання (161/км²).
Расовий склад населення:
| - 92,8 % — білих - 1,3 % — чорних або афроамериканців - 1,1 % — корінних американців - 0,5 % — азіатів - 0,1 % — вихідців з тихоокеанських островів - 2,3 % — осіб інших рас |

До двох чи більше рас належало 1,8 %. Частка іспаномовних становила 4,2 % від усіх жителів.
За віковим діапазоном населення розподілялося таким чином: 20,0 % — особи молодші 18 років, 52,5 % — особи у віці 18—64 років, 27,5 % — особи у віці 65 років та старші. Медіана віку мешканця становила 48,5 року. На 100 осіб жіночої статі у місті припадало 87,3 чоловіків;  на 100 жінок у віці від 18 років та старших — 84,2 чоловіків також старших 18 років.
Середній дохід на одне домашнє господарство  становив 40 011 долар США (медіана — 32 311), а середній дохід на одну сім'ю — 45 902 долари (медіана — 42 500). Медіана доходів становила 34 286 доларів для чоловіків та 23 214 долари для жінок. За межею бідності перебувало 20,1 % осіб, у тому числі 26,3 % дітей у віці до 18 років та 15,6 % осіб у віці 65 років та старших.
Цивільне працевлаштоване населення становило 667 осіб. Основні галузі зайнятості: освіта, охорона здоров'я та соціальна допомога — 23,8 %, виробництво — 12,7 %, роздрібна торгівля — 8,7 %, будівництво — 8,1 %.